# Пурка

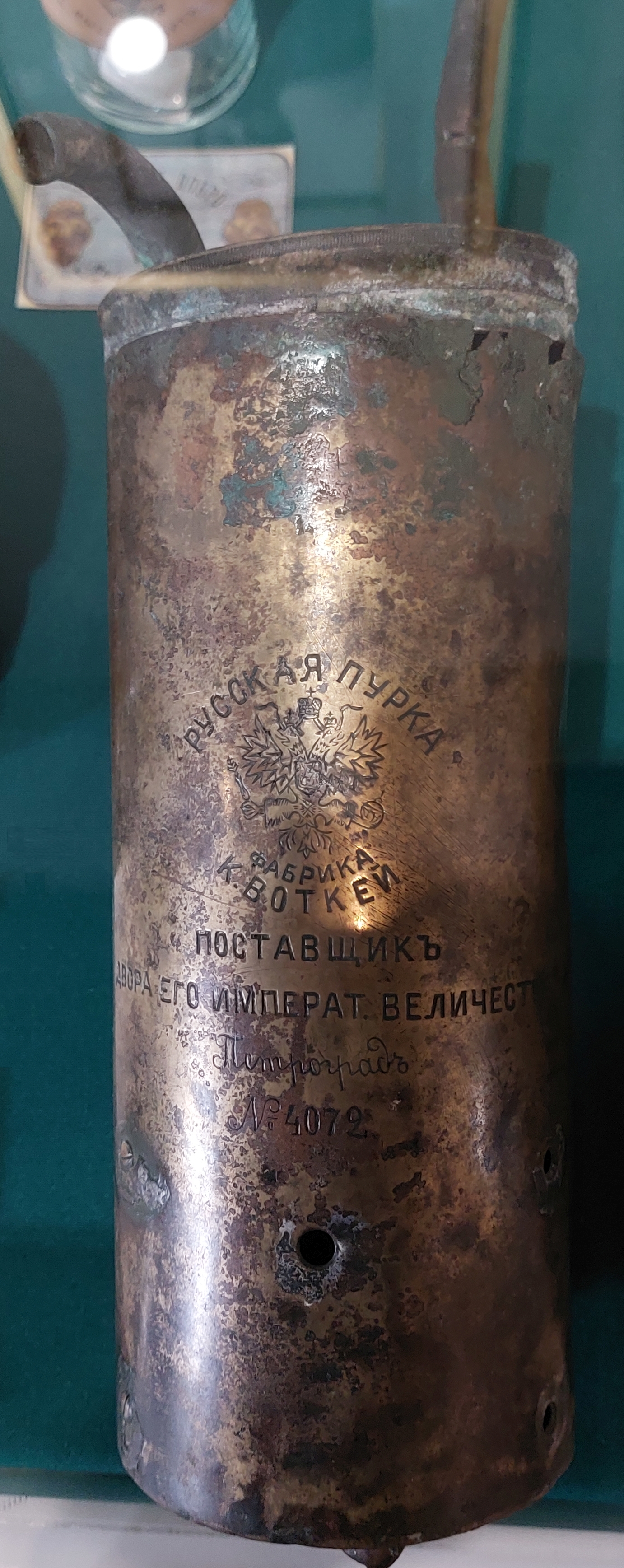
Русская пурка фабрики К. Воткей

Пу́рка (хлебные весы, пулька, скантал, скандал) — прибор для определения натуры (массы зерна определённого объёма — valeur, Qualität) зерновых хлебов.

## Конструкция
Массу зерна определённого объёма измеряют обыкновенно в сосуде цилиндрической формы с известной емкостью. Есть устройство, обеспечивающее по возможности равномерное заполнение зерном цилиндра определённого объёма. Наполнение зерном производится каким-нибудь условленным способом, причем избыток зерна (горка), выступающий над краем сосуда, удаляется греблом, призматическим — в виде линейки, круглым — вроде скалки.

## Разновидности прибора
Пурки бывают эталонные, образцовые и рабочие.

## Использование
Пурки рабочие используют для непосредственного определения натуры зерна.